# Fosfato di ammonio
Il fosfato di ammonio è un sale di ammonio dell'acido fosforico, avente formula (NH4)3PO4.
È un composto contenente una grande quantità di ammonio e fosforo, quindi è utilizzato come fertilizzante. In eccessive quantità, dà luogo ad un inquinamento acquatico da fosfati, causando l'eutrofizzazione delle alghe.
Si forma per azione dell'ammoniaca sull'acido fosforico.
Non deve essere confuso col fosfato di diammonio, (NH4)2HPO4, né col fosfato di monoammonio NH4H2PO4, differenti dal fosfato di triammonio perché acidi.